# College Board
College Board jest organizacją non-profit zrzeszającą szkoły w Stanach Zjednoczonych. Powstała w 1900 roku jako College Entrance Examination Board (CEEB). Składa się z ponad 5700 szkół, kolegiów, uniwersytetów i innych placówek edukacyjnych. College Board ma siedzibę w dzielnicy Upper West Side na Manhattanie. Obecnym prezesem i dyrektorem generalnym jest Gaston Caperton.

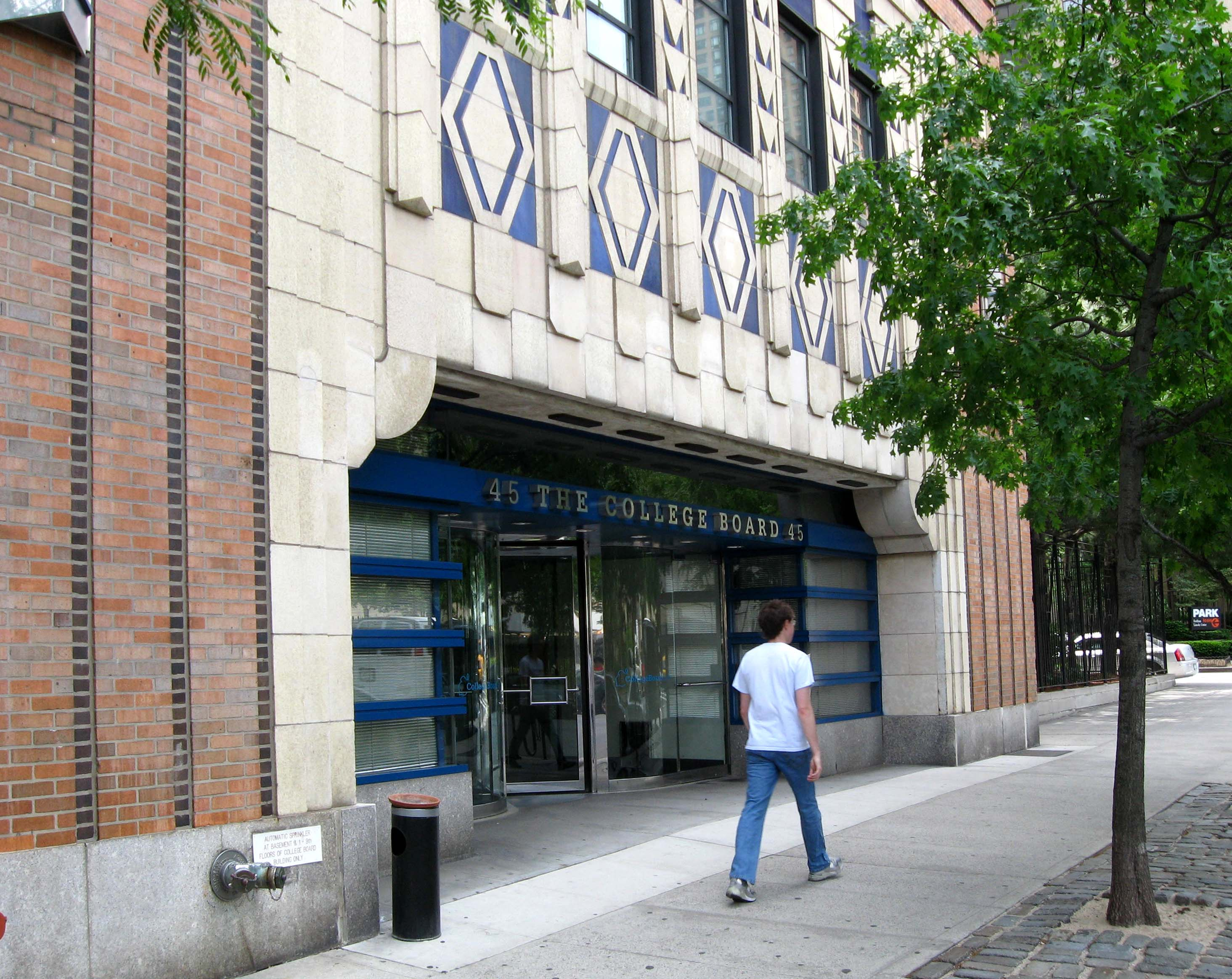
Siedziba College Board

Oprócz zarządzania badań, za które pobiera opłaty, College Board współpracuje z programami, które sprzyjają podniesieniem poziomu kształcenia uczniów szkół średnich. Finansowane z dotacji pochodzących z różnych fundacji, takich jak Bill i Melinda Gates Foundation. Jedną z prób pomocy szkołom było wprowadzenie programu o nazwie EXCELerator rozpoczął działanie w roku szkolnym 2006–2007 w 11 szkołach w Waszyngtonie, Jacksonville i Chicago.
College Board prowadzi rejestr szkół wielu krajów, kierunków uczelni, nazwy uczelni, programy stypendialne, ośrodki badań i szkoły średnie. W Stanach Zjednoczonych College Board to rejestr zapożyczony przez inne instytucje jako sposób na jednoznaczną identyfikację szkoły; w ten sposób, student może dać jej wskazówki. Istnieje podobny zestaw kodów ACT dla szkół wyższych i dla stypendiów, ośrodków badania i szkół średnich, jednak kody te są używane mniej powszechnie.